# 江藤新平
江藤新平（日语：／ Etō Shinpei；1834年3月18日—1874年4月13日），日本佐賀藩士、政治家、民權家。幼名恒太郎、又藏，諱胤雄、胤風，号南白，作為朝臣的正式名字是平胤雄（日语：／ Taira no Taneo）。死後獲贈正四位。他被尊稱為「維新十傑」及「佐賀七賢」之一。

## 生平

### 出生
是肥前国佐賀郡八戶村（現在佐賀縣佐賀市八戶）佐賀藩士江藤胤光與妻子淺子所生之長男。江藤家自稱是肥前小城郡晴氣保的地頭千葉常胤的末裔。父親是身分為「手明槍」的下級武士。嘉永元年（1848年）江藤新平進入藩校弘道館，並且因為在内生（初等中等）的課程成績優秀，因此由官方補助他一部分的學費，但由於父親職務怠慢而被解除郡目付役的職位，並受到永遠蟄居的處分，導致生活窮困而無法繼續升學，只能在弘道館教授儒學的國學家枝吉神陽開設的私塾學習，並因此受到神道及尊皇思想的影響。這時的新平由於生活窮困，有「飢寒生智慧」的口頭禪。嘉永3年（1850年）枝吉神陽發起「義祭同盟」，他與大隈重信、副島種臣、大木喬任、島義勇等人一起參加。
江戶時代後期，受到外國船出現在日本近海，以及美國的馬休·佩里艦隊、俄羅斯帝國的普提雅廷艦隊等來航請求通商的時勢影響，讓他在安政3年（1856年）22歳時，執筆書寫關於開國必要性的『圖海策』，並因此受政府重用。安政4年（1857年）結婚，同時擔任藩內的西洋砲術以及貿易關係的官職。

### 志士活動
文久2年（1862年）脱藩並且在京都活動，同時與長州藩士桂小五郎（木戶孝允）以及公家姊小路公知等人接觸。歷經兩個月後歸鄉，雖然脱藩通常是死罪，但由於江藤的見識而受到高度評價，佐賀藩第10代藩主鍋島直正遂直接裁斷永蟄居（無期謹慎）較輕的處分。蟄居後，他擔任寺子屋老師，並持續與同伙們秘密交流，以及針對幕府的長州征伐（幕長戰爭）的出兵問題向佐賀藩第10代藩主鍋島直正提出建議等政治活動。
德川慶喜進行大政奉還結束德川幕府，慶應3年（1867年）的12月，江藤新平被解除蟄居並恢復郡目付的身分。薩摩藩及長州藩與公家岩倉具視合作，於慶應3年12月9日（1868年1月3日）發布王政復古的大號令，新政府因此誕生，江藤新平也與副島種臣一起被派遣到京都，代表佐賀藩參與新政。
戊辰戰爭中，江藤被任命為東征大總督府的軍監，並與土佐藩士小笠原唯八一起前往江戶進行偵察。在薩摩藩的西鄉隆盛與幕臣勝海舟會談並決定江戶開城後，由江藤負責接受城內的文書。然後他回到京都與大木喬任連名向岩倉具視建議將江戶改名東京（東京奠都）。面對以舊幕臣為中心的彰義隊所產生的問題，與大村益次郎等共同主張討伐，並以軍監的身分在上野戰爭中將彰義隊趕到寛永寺周圍，憑藉佐賀藩的阿姆斯特朗大砲以遠距離射擊的戰術瓦解彰義隊。明治2年（1869年），因為維新之功而被賜予賞典禄100石。

### 作為明治新政府的官吏
戊辰戰爭告一段落後新政府設置江戶鎮台，江藤被任命為長官之下的6名判事中的會計局判事，負責處理民政、會計，財政及都市事務。7月，明治天皇接受江藤的提議，將江戶改名為東京。
明治3年（1870年）1月，他回到佐賀擔任著座（準家老）並進行藩政改革，其後被召回到中央，同年11月成為太政官中弁。12月，於虎之門遭佐賀藩的卒族襲撃而受傷。明治4年（1871年）2月，以制度取調専務身分負責國家機構整備，並對於大納言岩倉具視提出30項申請書。倡導近代化的集權國家概念以及四民平等，並主辦國法會議及民法會議，並與箕作麟祥等人一起編纂民法典。
文部、左院、司法省設置後，江藤於明治5年（1872年）擔任司法卿、参議等職位。這段期間推動加強學制基礎、四民平等、警察制度整備等近代化政策，並留下設立司法制度（司法職務制定、法院建設、民法編纂、國法編纂）的功績，同時下達數道具有民權思想的「禁止人身買賣、將長工的契約期間從10年縮短為7年，只有學徒因要學習一技之長仍維持7年契約」（《娼妓解放令》俗稱《牛馬解放令》）的司法省達第二十二号命令、「認同民衆可以進行行政訴訟」司法省達第四十六号命令等而得名。亦嚴格追究官吏貪污問題，即便面對在新政府中擁有極大權力的藩閥要角 山縣有朋所牽涉的山城屋事件、井上馨所牽涉的尾去澤銅山事件仍然嚴厲究責，造成兩人因此被迫辭職。但導入以英法等西歐國家的三權分立為範本的江藤，卻遭到其他以普魯士帝國為範本並抱持著行政權等於司法權的傳統政治觀念的保守派攻擊，也因為過度擴張法院制度引發財政困難與大藏省的井上馨產生爭執。

### 下野到佐賀之亂（佐賀戰爭）
明治6年（1873年）關於朝鮮出兵問題而生的征韓論，導致政變，讓他因此與西鄉隆盛、板垣退助、後藤象二郎、副島種臣等人一起於10月24日下野。明治7年（1874年）1月10日組成愛國公黨，並於1月12日簽署民撰議院設立建白書後，決定歸鄉。大隈重信、板垣退助、後藤象二郎等人看穿江藤返鄉的事情之中，存有大久保利通的陰謀，因此嘗試要慰留他，但江藤完全聽不進去並於1月13日搭船前往九州，2月2日，到達長崎的深堀並暫留該地觀望局勢。
一方面，大久保利通知道江藤離京後，於1月13日為了討伐佐賀而以總帥身分進入宮中，並於2月5日得到對佐賀的討伐令。2月11日，江藤進入佐賀，並與以反對政府進行廢藩置縣等改革措施為目標憂國黨的領導者島義勇進行會談，於2月12日，被擁立為佐賀征韓黨的首領，兩個政治主張完全不同的征韓黨及憂國黨自此共同策劃叛亂。2月16日夜晚，憂國黨進行武裝反叛並引發了士族反亂之一的佐賀之亂（佐賀戰爭）。佐賀軍向駐留在作為縣廳使用的佐賀城的岩村通俊的部隊（熊本鎮台部隊半大隊）進行攻擊，並在造成極大的損害後而撤退。
直屬大久保利通的東京、大阪鎮台部隊陸續到達九州，佐賀軍則前進到福岡縣境準備迎擊前來增援的政府軍。野津鎮雄少將率領的政府軍進軍朝日山，經過激戰政府軍突圍成功，山田顕義率領的政府軍則進軍三瀬峠，佐賀軍占有三瀬峠優勢。突圍朝日山成功的政府軍在佐賀縣東部的中原附近再次遭到佐賀軍的激烈反抗並陷入即將全軍覆沒的困境，但政府軍司令官野津鎮雄身先士卒，因此激勵了士氣而艱困獲勝，之後雙方在田手、境原再次展開激戰，最終佐賀軍敗在政府軍強大的火力之下。
江藤因此解散征韓黨並且逃亡，3月1日在鹿兒島鰻温泉的福村市左衛門那邊與西鄉會面，請求他率領士族進行反叛卻遭拒絕。接下來於 3月25日，拜訪高知的林有造、片岡健吉說服他們進行武裝反叛，但不被他們接受。因此，他企圖上京與岩倉具硯見面並要向他直接陳述意見，但中途經過現在高知縣安藝郡東洋町甲浦附近時，遭到逮捕並被送到佐賀。江藤是因為通緝照片的關係而被迅速逮捕，諷刺的是，這個制度是江藤自己在明治5年（1872年）確立，作為制定者的江藤本人反成為了該制度的第一個適用對象。另外，後來判處江藤死刑的法官也是他擔任司法卿時任命的。因此，江藤被時人認為是作法自斃、「日本的商鞅」。

### 审判和晚期

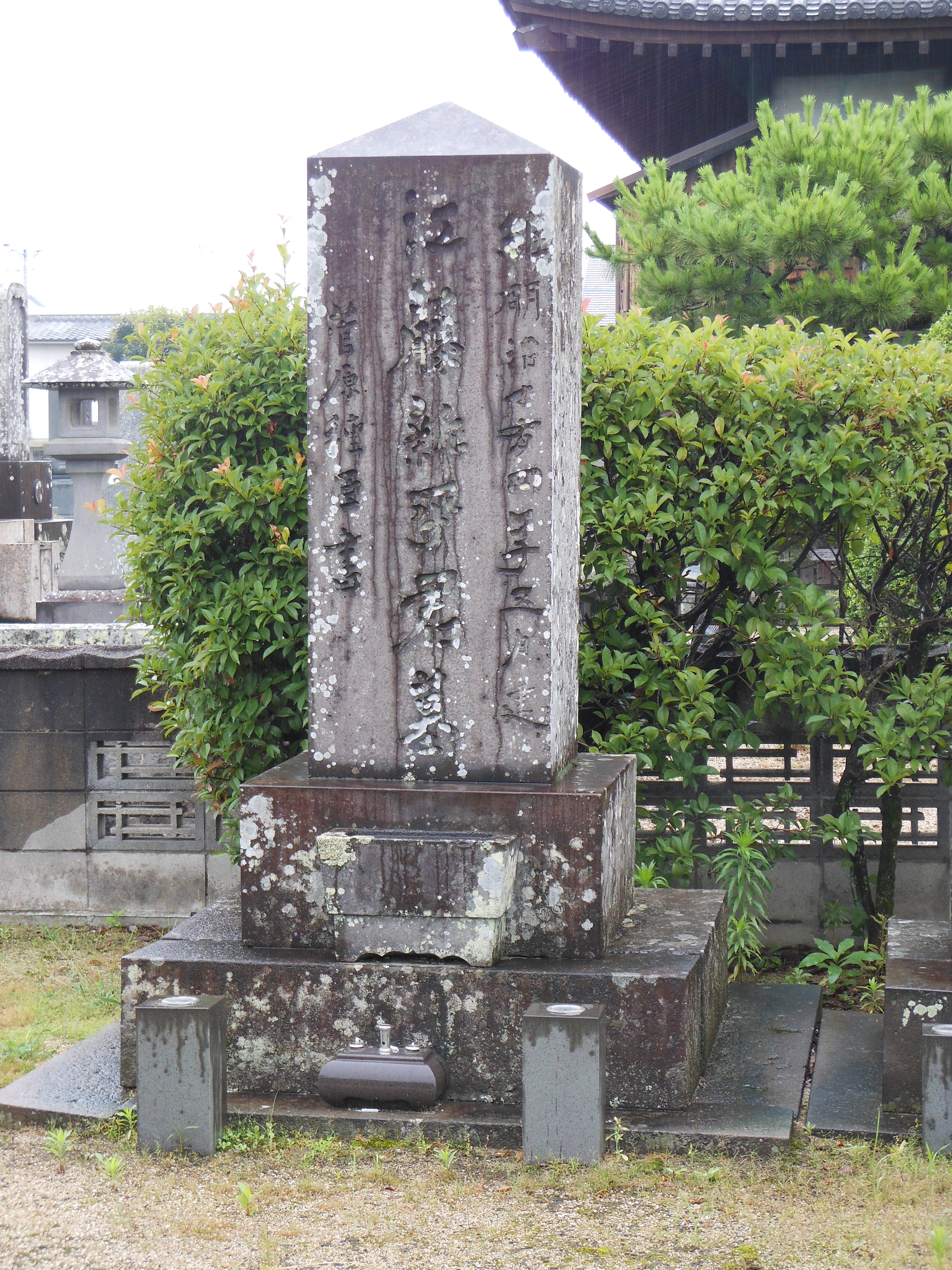
江藤新平的墓地，佐賀市本行寺

明治7年（1874年）4月8日，江藤在臨時設立的佐賀法院遭司法省時代時的部下河野敏鎌黑箱裁判，在案件審理中江藤欲起身答辯正說到「裁判長，我...」時被企圖阻止他的官吏緊拉住繩子而因此摔倒，遭被惡意解釋成「他大吃一驚而跌坐在地」。
明治7年（1874年）4月13日，被河野判決除去士族身分，處以梟首之刑，並在當日黃昏於嘉瀬刑場處刑，江藤的首級從嘉瀨川被移到距離4公里外的千人塚梟首示眾。
明治22年（1889年），伴隨著大日本帝國憲法發佈而頒布大赦令，因此被解除賊名。
大正5年（1916年）4月11日，贈正四位。墓所位於佐賀縣佐賀市本行寺。墓碑銘由以書法家身分出名的副島種臣書寫。佐賀市神野公園也有紀念他的銅像。

## 家族
- 江藤新作 - 二男，衆議院議員，以犬養毅的親信而活躍，並整理編輯新平的遺稿，以『南白遺稿』之名發行。
- 江藤夏雄 - 孫，江藤新作之子，為滿鐵職員，满洲国官吏，眾議院議員。
- 江藤小三郎 - 曾孫，江藤夏雄三男，昭和44年建国紀念之日在国会議事堂前自殺。
- 江藤兵部 - 曾孫，江藤夏雄之兄的孩子，航空自衛官，最終成為航空總隊司令官（中將）。
- 江藤源九郎 - 侄，弟江藤源作之子，陸軍少將，衆議院議員。

## 逸話
- 江藤初入藩校弘道館時，頭髮零亂，衣服破爛。女傭人要嘲笑他時，他用高亢的聲音念書而嚇到他們。
- 在明治政府工作時，資助了四十名書生（日语：書生），以致於他過世以後還留下債務。
- 江藤提出的意見書非常劃時代並且還提倡民主。其代表作有「國家的富強以人民的安居樂業為根本」意見書一文。其他方面，關於外交方面也主張要積極地對外用兵，明治4年（1871年）3月向岩倉具視提出的意見書中就建議日本能與俄羅斯一同進攻並佔領中國，然後再藉機驅逐俄羅斯，遷都到大陸。
- 江藤遭處刑後，佐賀當地流傳「參拜江藤新平之墓，就能夠去百厄。」的傳言，造成有許多人前往參拜，儘管縣廳被迫設置柵欄並加以禁止，但仍有人於夜間前來參拜。

- 江藤對於法國法律制度有很高的評價，曾表示「日本民法只要是改寫自法國民法就行了」、「即使是誤譯也無妨，要盡快翻譯出來」[註 5]。法國於普法戰爭中大敗時，他為防止法國因此在日本的評價下降，還賦了一首漢詩：

廟堂用善無漢蕃　廟堂之上施行好的政策，是無分漢蕃

孛國勢振佛國蹲　普國勢力大振，法國也因此戰敗
佛國雖蹲其法美　但即使法國戰敗，其法律仍然相當優秀

哲人不惑敗成痕　哲人不會因為一時成敗而困惑

## 登場作品
小說
- 《宛如飛翔》（翔ぶが如く）：文藝春秋, 司馬遼太郎著, 1975。
- 《司法卿 江藤新平》（文藝春秋, 佐木隆三著）, 1995。
- 《歳月》（講談社、司馬遼太郎著）
- 《首之座》（講談社、山田風太郎著）
- 《宗善記：江藤新平與深堀武士》（創藝出版、江口功一郎著）
- 《西郷どん!》：株式会社KADOKAWA, 林真理子著, 2017。
- 《刀與傘》（刀と傘 明治京洛推理帖）,  東京創元社 ,伊吹亜門著, 2018。

影視劇
- 江藤新平（1928年、日活、演：松本泰輔）
- 江藤新平（1932年、河合、演：松林清三郎）
- 大村益次郎（1942年、新興、演：久米讓（日语：久米譲））
- 巨人 大隈重信（1963年、大映、演：武江義雄）
- 明治群像 海上火輪（日语：明治の群像 海に火輪を）（1976年、NHK、演：成田三樹夫）
- 獅子的時代（日语：獅子の時代）（1980年、NHK大河劇、演：細川俊之）
- 田原坂（日语：田原坂 (テレビドラマ)）（1987年、NTV、演：濱田晃（日语：浜田晃））
- 宛如飛翔（1990年、NHK大河劇、演：隆大介）
- 太陽照常昇起（1996年、CX、演：長谷川初範）
- 南洲翁異聞〜おいどんは、丸腰・平和使節で韓国へ行く〜（2008年、KTS、演：朱源實）
- 八重之櫻（2013年、NHK大河劇、演：山崎銀之丞）
- 西鄉殿（2018年、NHK大河劇、演：迫田孝也）
- 直衝青天（2021年、NHK大河劇、演：增田修一朗（日语：増田修一朗））

## 備注
1. ↑  佐贺藩家臣的等级，从高到低为「御三家」「親類」「親類同格」「家老」「着座」「独禮」「侍」「手明槍」「徒步」「足輕」
2. ↑  大久保利通在日記當中（4月13日付）記載，有關於江藤｢今朝聽到江藤，島(義勇)以下十二人遭處刑的判決文。江藤醜態令人發笑。朝倉、香月，山中等人看來則反賊中的男子漢」。
3. ↑  由於禮遇的關係，所以對於 武士不能梟首，必須先將士族身份除去才行。
4. ↑  毎日新聞「余禄」2015年4月2日

## 外部連結
- 国立国会圖書館 憲政資料室 江藤新平関係文書（MF：佐賀縣立圖書館蔵）
- 江藤新平 - 近代日本人肖像｜国立国会圖書館 （页面存档备份，存于）
- 早稻田大学 （页面存档备份，存于） - 與江藤新平相關的文件

1. ↑  . 北方文艺出版社. 2015: 167-168  [2022-05-20]. ISBN 978-7-5317-3384-3. （原始内容存档于2022-05-21） （中文）.